# Арена ду Футуру
Арена ду Футу́ру, Арена до Футу́ро (порт. Arena do Futuro, дос. «Арена Майбутнього»; вимовляється [ɐ.ˈɾe.nɐ.du.fu.ˈtu.ɾu], південно-бразильська вимова [a.ˈɾe.na.do.fu.ˈtu.ɾo]) — тимчасова спортивна споруда в Олімпійському парку Барра у Ріо-де-Жанейро, збудована у 2009—2016 роках. Призначена для проведення змагань з гандболу на літніх Олімпійських іграх 2016 і голболу на літніх Паралімпійських іграх 2016.
«Арену ду Футуру» мають демонтовати, її обладнання використати для чотирьох спортивних шкіл.